# Giacomo Debenedetti
Giacomo Debenedetti, né d'une famille juive le 25 juin 1901 à Biella (Piémont) et mort le 20 janvier 1967 à Rome, est un écrivain italien, journaliste et critique littéraire, lauréat du prix Antonio-Feltrinelli.
Ami d'Umberto Saba, admiré par Giovanni Macchia, il fut l'un des plus grands interprètes de la critique littéraire en Italie au XXe siècle, l'un des premiers à embrasser les leçons de la psychanalyse et des sciences humaines en général, l'un des premiers à saisir toute l'étendue du génie de Marcel Proust, dont il traduisit Un amour de Swann.

## Biographie
Giacomo Debenedetti est né dans une famille juive de Biella, mais a déménagé à Turin à un très jeune âge. Après avoir terminé ses études secondaires avec d'excellentes notes, il s'inscrit à l'université locale, puis à trois cursus: mathématiques, droit et littérature. En 1922, avec Sergio Solmi et Mario Gromo, il fonde la revue littéraire Primo Tempo, qui ferme après seulement onze numéros. Il rencontre Piero Gobetti, avec qui il développe une amitié brève mais intense, et entame une collaboration fructueuse avec la revue Il Baretti, dans laquelle il publie d'importants essais sur Raymond Radiguet, Umberto Saba et Marcel Proust. Il est devenu l'un des participants à l'expérience du magazine Solaria.
En 1926, Debenedetti publie son premier livre de fiction, Amedeo e altri racconti (1926), et en 1929 le premier des volumes de la série Saggi critici. Entre les années 1930 et 1940, il continue à écrire la deuxième série de Saggi critici (1945). Dans les années 1930, il commence également à travailler dans le cinéma en tant que scénariste pour Cines, sous un faux nom en raison des lois raciales édictées par le régime fasciste, et est contraint de se cacher même après s'être installé à Rome, pendant les moments les plus aigus de la répression, avant et pendant la Seconde Guerre mondiale.

### La Seconde Guerre mondiale
Entre octobre 1943 et mai 1944, il se trouve à Cortone dans la maison de San Pietro a Cegliolo, où il se réfugie avec sa famille et ses collègues Pietro Pancrazi et Nino Valeri pendant l'occupation allemande de Rome. Au cours de cette période, il écrit Vocazione di Vittorio Alfieri, dans lequel l'auteur souligne la nécessité de redécouvrir Vittorio Alfieri, auteur tragique et grand défenseur de la liberté individuelle, opposé à toute forme de pouvoir monarchique. Pour une publication de la Vocazione di Vittorio Alfieri, il faudra toutefois attendre 1959, année de sa parution dans le 3e volume de Saggi critici, publié à Milan par l'éditeur Il Saggiatore; avant cette date, seules quelques parties du livre pouvaient être lues, grâce à la publication de celles-ci dans diverses revues italiennes telles que Fiera letteraria, Letteratura e arte contemporanea et Poesia entre 1945 et 1951.
En juin 1944, après la libération de Rome, Debenedetti rejoint les formations de partisans opérant dans les Apennins toscans et en décembre 1944, il publie un texte dans la revue romaine Mercurio, le 16 octobre 1943, décrivant la veille et le lendemain pacifique de la rafle du ghetto juif de Rome. Debenedetti est, avec Silvia Forti Lombroso et Luciano Morpurgo, l'un des tout premiers témoins à aborder le problème de la persécution des Juifs en Italie dans un récit autobiographique, non pas du point de vue de ceux qui ont été déportés dans les camps d'extermination, mais de ceux qui ont été contraints de se cacher pendant les années de guerre. En 1945, le livre est réimprimé à Lugano dans Libera Stampa et à Rome dans les éditions O.E.T.; en 1947, Jean-Paul Sartre promeut la traduction française, qui est imprimée dans Les Temps Modernes. Toujours en 1944, il publie la nouvelle Otto ebrei (Huit Juifs), un épisode du procès du questeur Pietro Caruso, au cours duquel le commissaire à la sécurité publique Alianello déclare avoir éliminé huit noms de Juifs de la liste des otages destinés à être exécutés aux Fosses ardéatines.

### La période d'après-guerre
Après la douloureuse période de persécution raciale, il devient professeur de littérature italienne, d'abord à l'université de Messine, puis à l'université de Rome, et publie la troisième série de Saggi critici (1959). À trois reprises (1962, 1964, 1967), il a tenté de devenir professeur titulaire, mais a été rejeté, dans l'un des "scandales" les plus notoires de l'histoire de l'académie italienne.
En 1958, il participe à la fondation de la maison d'édition Il Saggiatore par Alberto Mondadori, le fils d'Arnoldo Mondadori, et devient le directeur de la série de fiction Biblioteca delle Silerchie, reproposant des textes étroitement liés à l'expérience de Solaria.
Debenedetti a continué à s'occuper de critique littéraire dans les années 50 et 60 avec des essais et des livres, mais il n'a pas réussi à faire publier la majeure partie de sa vaste production critique, qui a été publiée à titre posthume par sa femme Renata Orengo: Il personaggio uomo (1970), Il romanzo del Novecento (1971), Poesia italiana del Novecento (1974), Verga e il naturalismo (1976), Personaggi e destino. La metamorfosi del romanzo contemporaneo (1977), Vocazione di Vittorio Alfieri (1977), Pascoli: la rivoluzione inconsapevole (1979), Rileggere Proust (1982), Quaderni di Montaigne (1986). 

## Remerciements
- En 1967, l'Accademia Nazionale dei Lincei lui a décerné le Prix Feltrinelli pour la non-fiction.
- En 1971, dans le cadre du Prix Viareggio, il a reçu le Prix spécial de la mémoire.

## Chemin critique
Formé à la critique de Croce, Debenedetti s'en éloigne rapidement, attiré par des formes de connaissance qui sortent de l'horizon de la seule tradition critique littéraire italienne: il se tourne vers l'étude d'auteurs étrangers (il est parmi les premiers à saisir toute l'étendue du génie de Proust, dont le nom revient fréquemment dans ses écrits), et mûrit sa critique dans un contexte européen, la configurant en outre comme une recherche des "raisons" de l'auteur, Le but de l'auteur n'était pas la révélation d'une donnée objective, mais l'expression d'un problème intérieur, à tel point qu'on peut y reconnaître des suggestions de la psychanalyse, de Sigmund Freud à Carl Gustav Jung, et de la phénoménologie d'Edmund Husserl, mais aussi de la sociologie et de l'anthropologie culturelle.
La richesse et la nouveauté de ses lectures se traduisent par une activité de critique qui ne veut pas s'enfermer dans une méthode; prêt à analyser, en même temps que les symboles et les mythes des auteurs, tels qu'ils ont été déposés dans la réalité des œuvres, également sa propre subjectivité de lecteur, surtout face aux textes les plus appréciés (Giovanni Pascoli, Italo Svevo, Federigo Tozzi, Umberto Saba).

Des années auparavant, dans une interview qui n'a jamais été recueillie dans un livre, Debenedetti avait attiré l'attention sur le besoin qui poussait le narrateur de notre siècle à "chasser" le personnage, à connaître ses motivations secrètes et les plus évidentes, puis à dissoudre tout lien avec lui :
"Il est clair aujourd'hui que les premiers romans de notre siècle ont donné une image déformée, souffrante, de l'homme, que cette image devait "s'ouvrir comme une pelure" (je reprends les mots de Proust), "s'épiphaniser" (je reprends ceux de James Joyce), révéler la personne derrière les contorsions fougueuses et protéiformes du personnage (je me réfère à Pirandello) pour arriver à la tête d'un noyau humain protestataire et bâillonné, maintenu dans la mora, empêché de s'exprimer par un monde, par une société qui n'est plus en accord avec elle-même".
La pensée critique de Debenedetti tourne autour de la question de l'homme, en tant que personne, et il le fait avec le même objectif et le même critère cognitif en tant que narrateur (comme il l'était dans des écrits tels que Amedeo e altri racconti, Otto ebrei, 16 ottobre 1943). Toute sa vie littéraire s'est déroulée dans l'univers de la fiction. Cette sorte d'intervention perpétuelle dans l'imagination d'autrui a fini par se heurter au malheur et à la névrose de l'homme moderne, et a conduit l'écrivain et le critique à aiguiser une aptitude particulière à reconnaître dans le destin des personnages de fiction leur insécurité et leur crise d'identité. Debenedetti a écrit et esquissé une "commémoration provisoire" de cette disparition du personnage masculin dans l'essai Le personnage masculin.

Debenedetti ressent une nostalgie pour le personnage masculin, tout comme il se déclare convaincu de la nécessité de ne pas abandonner les valeurs de la littérature aux attraits de la civilisation de masse. Pour revenir à l'interview, l'une de ses dernières déclarations, plus de quarante ans plus tard, dénoue certains nœuds sur la question débattue de la fonction du critique :
"Au risque de paraître dépassé, le critique doit garder pour le lendemain les valeurs, transitoirement désavouées, s'il croit vraiment que ce sont des valeurs. A condition qu'il ne se trompe pas (mais cela apparaît immédiatement dans les failles de sa démonstration critique), chacune de ces valeurs apparaîtra comme une étape nécessaire pour parvenir à des formes d'expression nouvelles et profondes".

## Œuvres

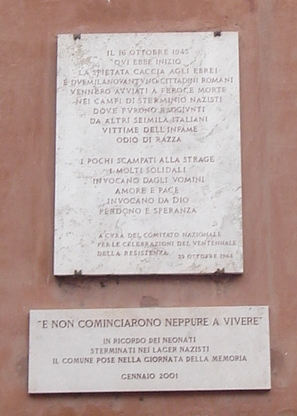
Plaque commémorative de la déportation du 16 octobre 1943

### Ouvrages traduits en français
- Commémoration provisoire du personnage-homme, Les Feuillets de Babel, 1992
- 16 octobre 1943, suivi de Huit Juifs, trad. Monique Baccelli, Allia, 2001

### Ouvrages en langue italienne
Récits
- Amedeo e altri racconti, Torino, 1926;
- 16 ottobre 1943, Milano, 1959;
- Otto ebrei, Milano, 1961.

Essais
- Saggi critici, 3 vol, (I, Firenze, 1929; II, Roma, 1945; III, Milano, 1959);
- Radiorecita su Marcel Proust, Roma, 1952;
- Intermezzo, Milano, 1963;

Ouvrages publiés à titre posthume
- II personaggio uomo, Milano, 1970;
- Il romanzo del Novecento, Milano, 1971;
- Tommaseo, Milano, 1973;
- Poesia italiana del Novecento, Milano, 1974;
- Verga e il naturalismo, Milano,1976;
- La vocazione di Vittorio Alfieri, Roma, 1977;
- Pascoli : la rivoluzione inconsapevole. Quaderni mediti, Roma, 1979;
- Rileggere Proust e altri saggi proustiani, Roma, 1982;
- Al cinema, Venezia, 1983;
- Proust, Bollati Boringhieri, 2005.